# Nathan Davis (Afrikaforscher)
Nathan Davis (* 1812; † 6. Januar 1882 in Florenz) war ein britischer Afrikaforscher.
Davis war längere Zeit Herausgeber des Hebrew-Christian Magazine und übernahm dann eine Stelle als Prediger in einer Dissentergemeinde. Der Earl of Clarendon entsandte ihn nach Tunesien, um Nachforschungen über das alte Karthago anzustellen. Hierzu verfasste er zwei ausführliche Beschreibungen.

## Werke
- Tunis, or selections from a journal kept during a residence in that regency, Malta 1841.
- A voice from North and South Africa. 2 Bde.,  Edinburgh 1844.
- Evenings in my tent, or wanderings in Balat Ejjareed, 2 Bde., London 1854.
- Arabic reading lessons, 1854.
- Carthago and her remains, London 1861.
- Ruined cities within Numidian and carthaganian territories, London 1862.